# Tribunal Superior de Justícia d'Aragó
El Tribunal Superior de Justícia d'Aragó, també conegut per les seves sigles TSJA, és el màxim òrgan del poder judicial en la comunitat autònoma d'Aragó (Espanya). Té la seu a Saragossa.

## Història
El seu antecedent més directe va ser l'Audiència d'Aragó. L'actual Tribunal Superior de Justícia d'Aragó va ser creat en 1985 a partir de l'article 26 de la Llei Orgànica del Poder Judicial, constituint-se el 23 de maig de 1989.

## Competències
El Tribunal Superior de Justícia d'Aragó és l'òrgan jurisdiccional en què culmina l'organització judicial en la comunitat autònoma, sense perjudici de la competència reservada al Tribunal Suprem. També exerceix les altres funcions que en matèria de Dret estatal estableix la Llei Orgànica del Poder Judicial.

## Organització
L'alt tribunal aragonès es divideix en quatre òrgans:
- La Sala de Govern
- La Sala civil i Penal
- La Sala contenciosa administrativa
- La Sala social

## Seu
El TSJA té la seu en el palau renaixentista dels Comtes de Morata situat a la ciutat de Saragossa.

## Presidència
El president del Tribunal Superior de Justícia d'Aragó és el representant del Poder Judicial a Aragó. És nomenat pel Rei d'Espanya, a proposta del Consell General del Poder Judicial. El President podrà presentar davant les Corts d'Aragó la memòria anual.
Informació actualitzada per un bot. Els canvis manuals es perdran quan s'actualitzi!
| Imatge | Titular                    | Des de | Fins a | Gènere | Lloc de naixement |             |
| ------ | -------------------------- | ------ | ------ | ------ | ----------------- | ----------- |
|        | Manuel Bellido Aspas       | (2014) |        |        | masculí           | Terol       |
|        | Fernando Zubiri de Salinas | (2004) | (2014) | 9–10   | masculí           | Saragossa   |
|        | Benjamín Blasco Segura     | (1998) | (2004) | 5–6    | masculí           | Fondespatla |
|        | José Ramón San Román       | (1989) | (1998) | 8–9    | masculí           | La Rioja    |